# Astrotricha brachyandra
Astrotricha brachyandra là một loài thực vật có hoa trong Họ Cuồng. Loài này được A.R.Bean mô tả khoa học đầu tiên năm 1997.